# Abgeschoben (Fernsehserie)
Abgeschoben (Originaltitel: El repatriado) ist eine mexikanische Dramaserie, die von BTF Media für die Walt Disney Company umgesetzt wurde. In Mexiko fand die Premiere der Serie als Original am 21. September 2022 auf Star+ statt. Im deutschsprachigen Raum erfolgte die Erstveröffentlichung der Serie am selben Tag durch Disney+ via Star als Original.

## Handlung
Leonel wächst in den USA im Glauben auf, dass Roberto sein leiblicher Vater ist. Obwohl er sich seiner Herkunft nicht ganz bewusst ist und er kein Spanisch spricht, verfolgen ihn dauernd Albträume von der US-mexikanischen Grenze und einer Frau, an die sich Leonel nicht erinnern kann. Jedoch hinterfragt Leonel nichts, denn er führt soweit ein glückliches Leben, neben dem guten Verhältnis zu seinen Eltern, hat er nicht nur eine wunderbare Freundin und enge Freunde, sondern besitzt auch eine mehr als vielversprechende Zukunft als Boxer. Was Leonel indes nicht ahnt ist, dass ihm schon bald alles durch einen Verrat genommen wird. Als eines Tages für Leonel ein wichtiger Kampf ansteht, wird er als illegaler Einwanderer eingestuft und infolgedessen verhaftet und nach Matamoros in Mexiko abgeschoben, ohne die Möglichkeit zu erhalten seine US-amerikanische Staatsbürgerschaft nachzuweisen. Das Schicksal führt Leonel nun in ein malerisches Viertel in Mexiko-Stadt, in welchen er voller Herausforderungen gestellt wird. Leonel muss nicht nur eine neue Sprache lernen, sich an die mexikanischen Kultur gewöhnen und Vorurteile abbauen, sondern auch sein überleben sichern sowie seine Wurzeln kennenlernen, seine Ideen umsetzen und alte Geheimnisse aufdecken. Nebenbei versucht Leonel neue Freunde und eventuell auch die wahre Liebe zu finden, ohne dabei seinen großen Traum vom Profi-Boxer aus den Augen zu verlieren, und seinen Drang in das Land zurückzukehren, wo sich sein altes Leben befindet, und welches er bis dahin für seine Heimat hielt.

## Besetzung und Synchronisation
Die deutschsprachige Synchronisation entstand nach den Dialogbüchern von Stefan Mittag, Andrea Pichlmaier und Christa Speidel sowie unter der Dialogregie von Michael Bauer durch die Synchronfirma Lavendelfilm in Potsdam.
| Rolle         | Schauspieler      | Synchronsprecher    |
| ------------- | ----------------- | ------------------- |
| Leonel Reina  | Ricardo Abarca    | Oliver Bender       |
| Trejo         | Armando Hernández | Steven Merting      |
| El Gordo      | Paco Rueda        | Stefan Weißenburger |
| Miss Meche    | Valeria Burgos    | Jenny Maria Meyer   |
| Yadi          | Coco Máxima       | Vera Bunk           |
| Don Chucho    | Dagoberto Gama    | Michael Bauer       |
| Grace         | Chappell Bunch    | Imaya Ugwonno       |
| Iker          | Erick Cañete      | Marcel Mann         |
| Kevin         | Esteban Caicedo   | Paul-Lino Krenz     |
| Rosa          | Leticia Huijara   | Judith von Radetzky |
| Diablo        | Jorge Aranda      | Andree Solvik       |
| Lupe „Lupita“ | Estrella Solís    | Nina Witt           |

## Episodenliste
| Nr. | Deutscher Titel           | Originaltitel         | Erstveröffentlichung (Mexiko) | Deutschsprachige Erstveröffentlichung (D/A/CH) |
| --- | ------------------------- | --------------------- | ----------------------------- | ---------------------------------------------- |
| 1   | Der Gong ertönt           | Suena la campana      | 21. Sep. 2022                 | 21. Sep. 2022                                  |
| 2   | Wirf das Handtuch         | Tirar la toalla       | 21. Sep. 2022                 | 21. Sep. 2022                                  |
| 3   | In dieser Ecke…           | En esta esquina...    | 21. Sep. 2022                 | 21. Sep. 2022                                  |
| 4   | Der mexikanische Stil     | Estilo mexicano       | 21. Sep. 2022                 | 21. Sep. 2022                                  |
| 5   | Der Leberhaken            | Gancho al hígado      | 21. Sep. 2022                 | 21. Sep. 2022                                  |
| 6   | Puncher gegen Out-Fighter | Fajador vs. estilista | 21. Sep. 2022                 | 21. Sep. 2022                                  |
| 7   | Split Decision            | Decisión dividida     | 21. Sep. 2022                 | 21. Sep. 2022                                  |
| 8   | Der Tiefschlag            | Golpe bajo            | 21. Sep. 2022                 | 21. Sep. 2022                                  |
| 9   | In den Seilen             | Contra las cuerdas    | 21. Sep. 2022                 | 21. Sep. 2022                                  |
| 10  | K. O.                     | KO                    | 21. Sep. 2022                 | 21. Sep. 2022                                  |